# Planification des transports

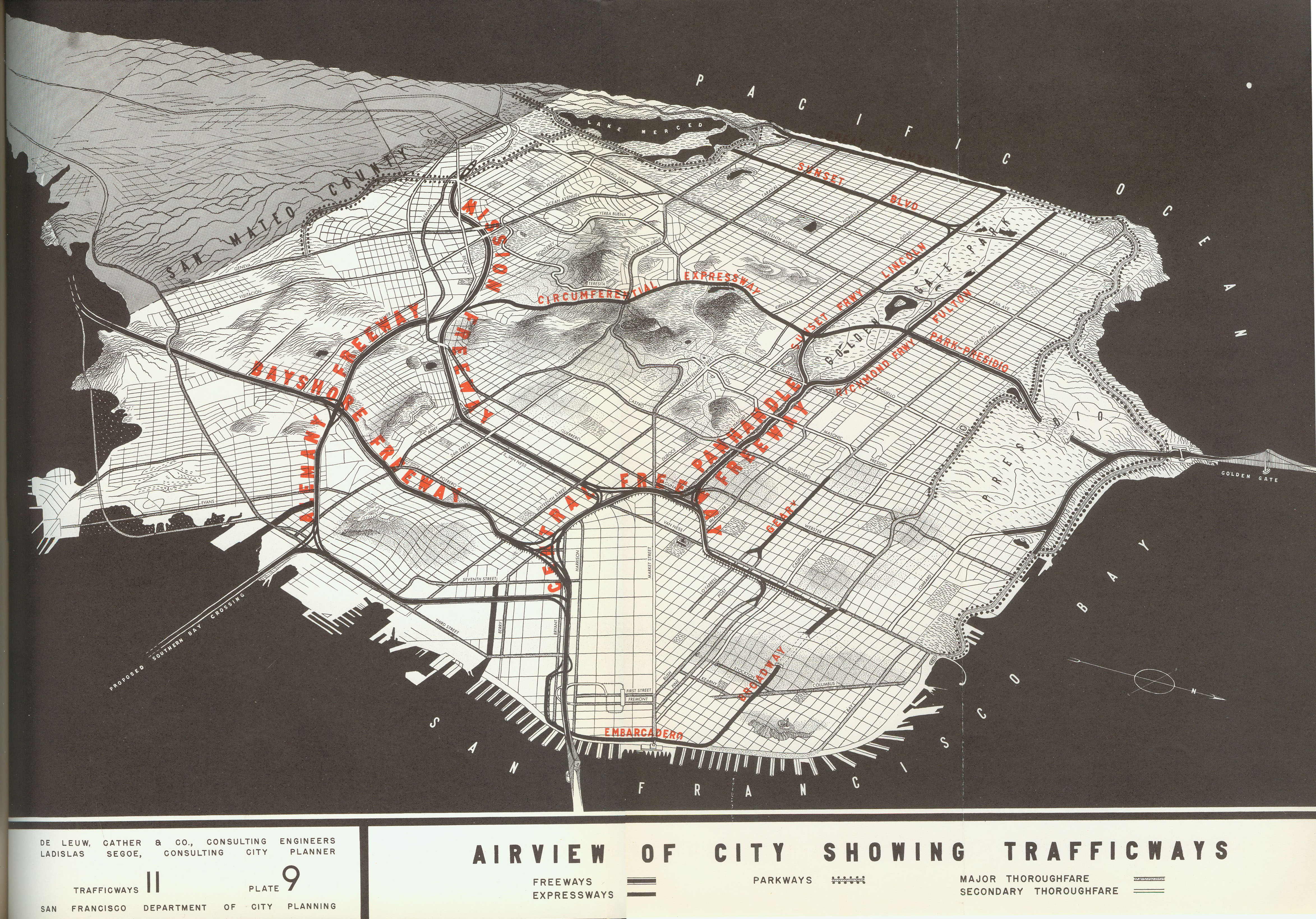
Planification des transports à San Francisco (vers 1940).

La planification des transports est l'évaluation et la conception des infrastructures de transports, c'est-à-dire les rues, les chaussées, les trottoirs, les pistes cyclables et les lignes de transports publics, etc.
Pour cela, on peut utiliser un modèle de transport, comme le modèle de déplacements MODUS pour la planification des transports en Île-de-France ou le modèle national de trafic voyageurs en Suisse.